# Axel Hackert
Axel Hackert (* 14. Dezember 1984 in Heilbronn) ist ein deutscher Eishockeyspieler, der zuletzt bei den Heilbronner Falken in der 2. Eishockey-Bundesliga unter Vertrag stand. Seine Brüder Oliver Hackert und Michael Hackert waren ebenfalls professioneller Eishockeyspieler.

## Karriere
Der 1,80 m große Flügelstürmer spielte zunächst zusammen mit seinem Bruder Michael in der Jugend des Heilbronner EC, ab der Spielzeit 2001/02 stand der Rechtsschütze für die erste Mannschaft in der 2. Bundesliga auf dem Eis. Während der Saison 2003/04 wurde Hackert erstmals in den DEL-Kader des Kooperationspartners Adler Mannheim berufen, ohne allerdings jemals von den Adlern in der höchsten deutschen Profiliga eingesetzt zu werden.
2004 unterschrieb der Angreifer einen Vertrag bei den Hannover Scorpions, für die er am 24. September 2004 sein DEL-Debüt gab. Die meiste Zeit wurde Hackert jedoch beim REV Bremerhaven in der 2. Bundesliga eingesetzt. Nach einem einjährigen Engagement beim Zweitligisten Bietigheim Steelers wechselte Axel Hackert 2005 zu den Frankfurt Lions, für die er 23 DEL-Einsätze absolvieren durfte, schließlich aber nur noch bei den Eisbären Regensburg in der 2. Liga eingesetzt wurde. Zur Saison 2008/09 kehrte Hackert zurück zu seinem Heimatverein nach Heilbronn, als er einen Vertrag mit Förderlizenz bei den Adler Mannheim unterschrieb. Bei den Adlern spielte er zum ersten Mal seiner Zeit beim Heilbronner EC wieder zusammen mit seinem Bruder Michael in einer Mannschaft. Im September 2010 unterschrieb einen Vertrag bei den Heilbronner Falken.

### International
Mit der deutschen Juniorennationalmannschaften bestritt Axel Hackert die U18-Junioren-Weltmeisterschaft 2002 sowie die U20-Junioren-Weltmeisterschaft 2004.

## Karrierestatistik
(Legende zur Spielerstatistik: Sp oder GP = absolvierte Spiele; T oder G = erzielte Tore; V oder A = erzielte Assists; Pkt oder Pts = erzielte Scorerpunkte; SM oder PIM = erhaltene Strafminuten; +/− = Plus/Minus-Bilanz; PP = erzielte Überzahltore; SH = erzielte Unterzahltore; GW = erzielte Siegtore; 1 Play-downs/Relegation; Kursiv: Statistik nicht vollständig)